# Nemeische Spiele

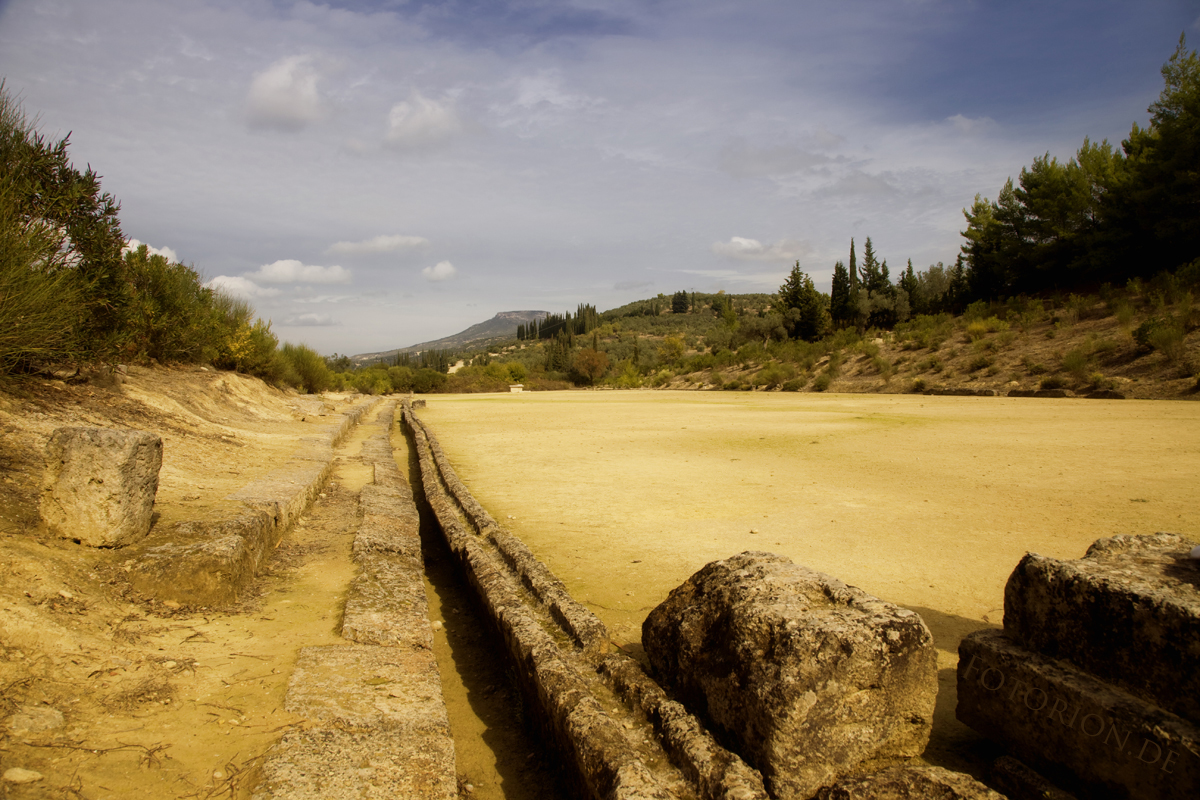
Das antike Stadion in Nemea

Die Nemeischen Spiele (historische Schreibweise auch nemeïsch) (altgriechisch Νέμεα Nemea, auch: die Nemeen) waren einer der vier Panhellenischen Wettkämpfe, die im antiken Griechenland alle zwei Jahre im Heiligtum von Nemea ausgetragen wurden. Sie wurden wie die Isthmischen Spiele jeweils im Jahr vor bzw. nach den Olympischen Spielen (im 2. und 4. Jahr der Olympiade) ausgetragen. Wie diese waren die Spiele dem obersten olympischen Gott Zeus gewidmet.

## Geschichte

### Gründungsmythen
Einer Legende nach wurden die Spiele eingeführt, nachdem Herakles den Nemeischen Löwen besiegt hatte. Anderen zufolge ließ er sie nur wieder aufleben oder begründete das Fest zu Ehren Zeus’ im Zuge dessen die Spiele später abgehalten wurden.
Einer anderen Erklärungssage für die Gründung der nemeischen Spiele stammt aus dem Sagenkreis der Sieben gegen Theben:
Den nemeischen König Lykurgos, der in mehreren Quellen auch als ein Priester des Zeus genannt wird, hatte das delphische Orakel davor gewarnt, seinen Sohn Opheltes zu Boden zu legen, ehe dieser laufen konnte. Lykurgos vertraute daraufhin der Amme Hypsipyle das Kind an. Um den sieben Heerführern, die auf ihrem Weg nach Theben über Nemea kamen, eine Quelle zu zeigen, legte Hypsipyle das Kind jedoch auf wilden Sellerie ab. Opheltes, auch Archemoros genannt, wurde von einer Schlange gebissen und starb. Um die Götter günstig zu stimmen, hielten die Sieben Leichenspiele für Opheltes ab, deren Sieger mit einem Kranz aus Sellerie gekrönt wurde.

### Geschichte
Die historischen Belege für die Spiele setzen ab dem Jahr 573 v. Chr. ein. Die Leitung der Spiele lag ursprünglich bei der Stadt Kleonai, mit der Unterwerfung durch die Stadt Argos im Jahr 450 v. Chr. übernahm diese auch die Spielleitung.
Die Spiele ähnelten ursprünglich einem Kriegsschauspiel, und nur Soldaten und deren Söhne durften daran teilnehmen. Erst später wurden sie allen Griechen geöffnet.
Anfangs zwischen Kleonai und Phlius geheimatet, wechselte der Wettkampfort einige Male zwischen Nemea, Kleonai, Korinth und Argos, zwischenzeitlich wurden die Spiele auch Kleonische Spiele genannt.
Laut Pausanias fanden die Spiele im Winter statt, laut Eusebius im ersten Jahr der Olympiade im Winter und im dritten Jahr der Olympiade im Sommer. Zur Zeit der Schlacht bei Marathon war es in der Gegend um Argos üblich geworden, in Nemeaden zu rechnen. Im Jahr 218/7 v. Chr. besuchte Philipp V. von Makedonien die Spiele.
Im 1901 von Wracktauchern gefundenen Mechanismus von Antikythera (1. Jahrhundert v. Chr.), welcher erst 2010 vollständig entschlüsselt wurde, gibt es eine vierjährige Nebenuhr, die die Panhellenischen Spiele anzeigt, darunter auch den Termin am Austragungsort Nemea.

## Programm der Spiele

### Athletischer Wettkampf
Der athletische Teil der Nemeischen Spiele wurde nackt durchgeführt.
- Stadion – Kurzstreckenlauf über 178 m.
- Diaulos – Kurzstreckenlauf über 355 m (Zwei Stadien).
- Hippios – Mittelstreckenlauf über 710 m (Vier Stadien).
- Dolichos – Langstreckenlauf, genaue Länge nicht bekannt. Möglicherweise über 20 oder 24 Stadien (3550 m bzw. 4260 m).
- Hoplitodromos – Waffenlauf über 355 m (Zwei Stadien).
- Pyx – Faustkampf.
- Pankration – Mischung aus Ringen und Boxen.
- Pale – Aufrechtes Ringen.
- Pentathlon – Fünfkampf aus Stadion, Pale, Diskos, Akontion und Halma (Fünfsprung).

### Reiterischer Wettkampf
Der Reitwettkampf fand in einem Hippodrom statt. Das Hippodrom von Nemea ist bis heute nicht entdeckt worden, die Längenangaben sind daher Schätzungen. Bis zur Eroberung Griechenlands durch die Römer bei der diese Praxis verboten wurde, war der Reitwettkampf der einzige Wettkampf der Panhellenischen Spiele, bei dem Frauen teilnehmen durften. Das lag daran, dass nicht der Athlet als Teilnehmer galt, sondern der Besitzer des Pferdes. So konnten auch Städte Mannschaften finanzieren.
- Tethrippon – Wagenrennen mit Viergespann über 8400 m.
- Synoris – Wagenrennen mit Zweigespann über 5600 m.
- Keles – Galopprennen über 4200 m.

## Nemeische Spiele der Neuzeit
Die Society for the Revival of the Nemean Games (Deutsch: Gesellschaft zur Wiederbelebung der Nemeischen Spiele) wurde 1994 nach mehr als zwanzig Jahren archäologischer Arbeiten in Nemea zur Wiederbelebung der antiken Tradition gegründet. Die zeitgenössischen Spiele stellen dabei mehr eine Nachstellung als einen tatsächlichen sportlichen Wettkampf dar und finden seit 1996 alle vier Jahre statt. Die Spiele 2020 fanden auf Grund der Pandemie nicht statt, 2022 wurden die Spiele zum siebten Mal abgehalten. In Griechenland gelten die Spiele der Bildung in Geschichte und als Gegenstück zu der Kommerzialisierung der Olympischen Spiele. Die Wettkämpfe finden nach Alter und Geschlecht sortiert statt und stehen auch international Interessierten offen. Statt Medaillen erhalten die Sieger wie in der Antike einen Kranz aus wildem Sellerie. Aus den Wettkämpfen sticht das ebenfalls wiederbelebte Hoplitodromos hervor. Wie in der Antike tragen die Teilnehmer weiße Chitons und laufen barfuß.